# Kanton Pélissanne
Kanton Pélissanne is een kanton van het Franse departement Bouches-du-Rhône. Het kanton maakt deel uit van de arrondissementen Aix-en-Provence (10) en Arles (3).

## Gemeenten
Het kanton Pélissanne omvatte tot 2014 de volgende 9 gemeenten:
- Aurons
- Cornillon-Confoux
- Coudoux
- La Barben
- La Fare-les-Oliviers
- Lançon-Provence
- Pélissanne (hoofdplaats)
- Velaux
- Ventabren

Na de herindeling van de kantons door het decreet van 27 februari 2014, met uitwerking op 22 maart 2015, omvat het kanton volgende 13 gemeenten:
- Alleins
- Aurons
- La Barben
- Charleval
- Éguilles
- Lambesc
- Mallemort
- Pélissanne
- Rognes
- La Roque-d'Anthéron
- Saint-Cannat
- Saint-Estève-Janson
- Vernègues